# Clephydroneura bengalensis
Clephydroneura bengalensis là một loài ruồi trong họ Asilidae. Clephydroneura bengalensis được Macquart miêu tả năm 1838. Loài này phân bố ở miền Ấn Độ - Mã Lai.